# El Makarem de Mahdia
El Makarem de Mahdia (arabisch مكارم المهدية, DMG Makārim al-Mahdiyya), im Volksmund Makarem Mahdia, ist ein tunesischer Sportverein aus Mahdia. Die Fußballmannschaft des Klubs spielt aktuell in der zweiten Liga und trägt ihre Heimspiele im Rached-Khouja-Stadion aus. Das Team war neun Jahre lang in der ersten Liga, der Championnat de Tunisie, vertreten und erreichte 1975 das Finale des tunesischen Fußballpokals.
Die Handballmannschaft spielt in der ersten Liga und gehört zu den Teams der oberen Tabellenhälfte.

## Gründung und Vereinsfarben

### Anfangsjahre
Die Stadt Mahdia erlebte im Jahr 1927 die Gründung ihres ersten Fußballvereins, der Mahdois Sports Club, der zwei Spielzeiten lang existiert, bevor er aufgelöst wurde.
Der antikoloniale Aktivist Béchir Attia gründete 1930 den Verein Musulmane de Mahdia mit Frej Ben Hmida, Hédi Bourguiba, Ali El May und Béchir Ben Khelifa als Spieler. Nach dreijähriger Tätigkeit wurde das Team von den französischen Behörden aufgelöst, die ihn verdächtigten den tunesischen Nationalismus zu schüren.
Béchir Attia umging das Vereinsverbot, indem er El Makarem de Mahdia im Jahr 1937 als Wohltätigkeitsorganisation gründete. 1939 wurde die Fußballabteilung gegründet. 1947 gewann sie die regionale Meisterschaft. Die damaligen Spieler waren Mohamed Zabik, M'hammed Sghaïer, Ahmed Mansour, Houcine Remadi, Ahmed Haj Romdhan, Tahar Handous, Mahmoud Handous, Ali Sakka, Hédi Farhat, Mohamed Taieb Braham und Ali Hammouda.

### Vereinsfarben
Bis 1959 trug der Verein die Farben Rot und Gelb. 1960 trug der Verein für eine einzige Saison die Farben Grün und Blau und nahm dann seine aktuellen Farben an, die als bedeutsam für die geografische Beschaffenheit der Region gelten.

## Erstligabilanz
| Saison  | Platzierung | Spiele | Siege | Remis | Niederlagen | Tore | Gegentore |
| ------- | ----------- | ------ | ----- | ----- | ----------- | ---- | --------- |
| 1960–61 | 10          | 20     | 6     | 1     | 13          | 20   | 44        |
| 1961–62 | 12          | 22     | 2     | 4     | 16          | 11   | 60        |
| 1970–71 | 5           | 24     | 8     | 10    | 6           | 15   | 17        |
| 1971–72 | 9           | 26     | 6     | 11    | 9           | 19   | 19        |
| 1972–73 | 10          | 26     | 6     | 11    | 9           | 23   | 23        |
| 1973–74 | 6           | 26     | 8     | 10    | 8           | 22   | 23        |
| 1974–75 | 12          | 26     | 4     | 11    | 11          | 13   | 28        |
| 1975–76 | 13          | 26     | 4     | 7     | 15          | 17   | 34        |
| 1981–82 | 14          | 26     | 4     | 10    | 12          | 23   | 41        |
| Total   |             | 222    | 48    | 75    | 99          | 163  | 289       |

## Erfolge
- Finalist des Coupe de Tunisie
  - 1975
- Meister der zweiten Liga
  - 1960, 1970, 1981

## Handballabteilung
Die Handballabteilung von El Makarem de Mahdia ist die erfolgreichste Sparte des Vereins und repräsentiert den Klub in der höchsten tunesischen Spielklasse.